# Pokopališče Père-Lachaise
Pokopališče Père-Lachaise (francosko Cimetière du Père-Lachaise [simtjɛːʁ pɛːʁ laʃɛːz]; uradno francosko Cimetière de l'Est, slovensko: Vzhodno pokopališče) je največje pokopališče v samem mestu Parizu (48 ha, 118,6 akrov), medtem ko se v pariških predmestjih nahajajo še večja pokopališča.
Nahaja se v 20. okrožju in velja za svetovno najbolj obiskovano pokopališče, saj pokopališče letno obišče več stotisoč turistov, ki obiskujejo grobove slavnih Francozov in tujcev, ki so živeli v Parizu. Na pokopališču se nahajajo tudi spomenik francoske revolucije, trije spomeniki prve svetovne vojne, več spomenikov druge svetovne vojne,...
Pokopališče se nahaja ob Boulevardu de Ménilmontant. Neposredno ob glavnem vhodu se nahaja postaja Philippe Auguste pariškega Métroja na liniji 2, pri čemer se v bližini nahajata še dve drugi postaji: Père Lachaise in Gambetta (obe na liniji 3).

## Zgodovina
Pokopališče je ime dobilo ime po spovedniku kralja Ludvika XIV. Pèreju Françoisu de la Chaiseju (1624–1709), ki je živel v jezuitski hiši, zgrajeni leta 1682 na prostoru kapele. Leta 1804 je mesto odkupilo zemljišče in še istega leta je Napoleon ukazal zgraditev pokopališča, katerega je načrtoval Alexandre-Théodore Brongniart; pozneje je bilo pokopališče večkrat razširjeno.
Sprva je pokopališče (zaradi oddaljenosti od centra) bilo le redko uporabljeno, zato so še istega leta po ustanovitvi pričeli z marketinško akcijo; tako so na novo pokopališče prekopali La Fontaina in Molièra. Leta 1817 so na pokopališče prekopali še Pierra Abélarda in Héloïso. Akcija je uspela, saj so številni hoteli biti pokopani med oz. ob slavnih ljudeh. V nekaj letih je tako število pokopov naraslo od nekaj ducatov do več kot 33.000; danes je na pokopališču pokopanih več kot milijon ljudi in še več jih je shranjenih v kolumbariju (žarni pokopi).
Na pokopališču se nahaja tudi Zid komunardov (Mur des Fédérés), kjer so 28. maja 1871 ustrelili zadnjih 147 branilcev okrožja Bellevilla, na dan ko je bila uničena pariška komuna.

## Znani pokopani

### A
- Peter Abelard – francoski filozof[4]
- Edmond François Valentin About – francoski pisatelj in novinar
- Marie d'Agoult – francoski pisatelj
- Jehan Alain – francoski skladatelj in organist
- Marietta Alboni – italijanska operna pevka
- Jean-Charles Alphand – francoski inženir
- Guillaume Apollinaire – francoski pesnik in umetniški kritik
- François Arago – francoski znanstvenik in državnik
- Armand Pierre Fernandez – francoski slikar
- Miguel Ángel Asturias – gvatemalski diplomat in pisatelj
- Daniel Auber – francoski skladatelj
- Hubertine Auclert – francoska feministka
- Pierre Augereau – francoski maršal Francije
- Jean-Pierre Aumont – francoski igralec
- Jane Avril – francoska plesalka

### B
- Salvador Bacarisse – španski skladatelj
- Honoré de Balzac – francoski pisatelj[2]
- Henri Barbusse – francoski pisatelj
- Paul Barras – francoski državnik
- Antoine-Louis Barye – francoski kipar
- Alain Bashung – francoski pevec
- Jean-Dominique Bauby – francoski novinar
- Jean-Louis Baudelocque – francoski zdravnik
- Gilbert Bécaud – francoski pevec
- Pierre Augustin Béclard – francoski anatom
- Vincenzo Bellini – italijanski skladatelj
- Judah P. Benjamin – ameriški odvetnik in državnik
- Pierre-Jean de Béranger – francoski pesnik
- Claude Bernard – francoski fiziolog
- Bernardin de Saint Pierre – francoski pisatelj
- Sarah Bernhardt – francoska igralka[2]
- Alphonse Bertillon – francoski antropolog
- Julien Bessieres – francoski znanstvenik, diplomat in politik
- Ramón Emeterio Betances – portoriški nacionalist
- Marie François Xavier Bichat – francoski anatom in fiziolog
- Fulgence Bienvenüe – francoski inženir
- Samuel Bing – nemški umetnostni trgovec
- Georges Bizet – francoski skladatelj in dirigent[2]
- Louis Blanc – francoski zgodovinar in državnik
- Sophie Blanchard – prva ženska balonistka in prva ženska, umrla v letalski nesreči
- Auguste Blanqui – francoski državnik
- Rosa Bonheur – francoska slikarka
- Ludwig Börne – nemški politični pisatelj in satirist
- Pierre Bourdieu – francoski sociolog
- Alexandrine-Caroline Branchu – francoska operna pevka
- Édouard Branly – francoski znanstvenik
- Pierre Brasseur – francoski komik
- Jean Anthelme Brillat-Savarin – francoski odvetnik, politik
- Alexandre-Théodore Brongniart – francoski arhitekt
- Pierre Brossolette – francoski  novinar, politik
- Jean de Brunhoff – francoski pisatelj
- Auguste-Laurent Burdeau – francoski politik

### C
- Joseph Caillaux – francoski državnik
- Gustave Caillebotte – francoski slikar
- Maria Callas – operna pevka[2]
- Jean Jacques Régis de Cambacéres – francoski odvetnik in politik
- Giulia Grisi de Candia – italijanska operna pevka
- Jean-Joseph Carries – francoski kipar
- Pierre Cartellier – francoski kipar[2]
- Jean-François Champollion – francoski egiptolog
- Claude Chappe – francoski izumitelj
- Ernest Chausson – francoski skladatelj
- Richard Chenevix – irski kemik
- Luigi Cherubini – italijanski skladatelj
- Claude de Choiseul-Francieres – maršal Francije
- Frédéric Chopin – poljski skladatelj[2]
- Alain Clément – francoski novinar in pisatelj
- Jean-Baptiste Clément – francoski slikar
- Auguste Clésinger – francoski slikar in kipar
- Émile Cohl – francoski ilustrator
- Colette – francoski književnik[4]
- Alexandre Joseph Colonna-Walewski – francoski državnik
- Auguste Comte – francoski filozof
- Benjamin Constant – švicarsko-francoski filozof
- Bruno Coquatrix – francoski glasbenik
- Jean-Baptiste-Camille Corot – francoski slikar
- Ramón Corral – mehiški politik
- Jean-Pierre Cortot – francoski kipar
- Benoît Costaz – francoski škof
- Georges Courteline – francoski dramatik
- Thomas Couture – francoski slikar
- Rufino José Cuervo – kolumbijski pisatelj
- Nancy Cunard – angleški pesnik
- Henri Curiel – egipčanski politik
- Georges Cuvier – paleontolog

### D
- Jarosław Dąbrowski – poljski revolucionar (samo spomenik)
- Pierre Dac – francoski  humorist
- Édouard Daladier – francoski politik
- Alexandre Darracq – francoski avtomobilist
- Alphonse Daudet – francoski pisatelj
- Honoré Daumier – francoski karikaturist
- Jacques-Louis David – francoski kipar
- David d'Angers – francoski kipar
- Louis-Nicolas Davout – maršal Francije
- Gérard Debreu – francoski ekonomist
- Jean-Gaspard Deburau – češko-francoski igralec
- Denis Decres – francoski admiral
- Cino Del Duca – italijansko-francoski poslovnež
- Simone Del Duca – francoska filantropinja
- Eugene Delacroix – francoski umetnik[2][4]
- Jean Baptiste Joseph Delambre – francoski matematik
- Pierre Desproges – francoski humorist
- Gustave Doré – francoski umetnik
- Michel Drach – francoski filmski režiser
- Marie Dubas – francoska pevka
- Jacques Duclos – francoski politik
- Léon Dufourny – francoski arhitekt
- Paul Dukas – francoski skladatelj
- Isadora Duncan – ameriška plesalka[2]
- Henri Duparc – francoski skladatelj
- Guillaume Dupuytren – francoski kirurg

### E
- Paul Éluard – francoski pesnik
- George Enescu – romunski skladatelj, pianist, violinist in dirigent
- Camille Erlanger – francoski skladatelj
- Max Ernst – nemški umetnik[2]

### F
- Alexandre Falguiere – francoski kipar
- Félix Faure – francoski politik (predsednik Francije)
- Émile Henry Fauré Le Page, francoski orožar
- Robert de Flers – francoski dramatik in novinar
- Suzanne Flon – igralka
- Pierre François Léonard Fontaine, francoski arhitekt
- Jean de La Fontaine – francoski književnik
- Joseph Fourier – francoski matematik in fizik
- Jean Françaix – francoski skladatelj
- Pierre Frank – francoski politik
- Loie Fuller – francoski plesalec
- Laurent Fignon – francoski kolesar
- Marie-Madeleine Fourcade – francoska upornica med drugo svetovno vojno

### G
- Antonio de La Gandara – francoski slikar
- Louis-Antoine Garnier-Pages – francoski  državnik
- Joseph Louis Gay-Lussac – francoski kemik in fizik
- Pierre Georges – francoski odpornik druge svetovne vojne
- Théodore Géricault – francoski slikar
- Sophie Germain – francoski matematik, fizik in filozof
- Abdul Rahman Ghassemlou – iransko-kurdski politik
- André Gill – francoski karikaturist
- Manuel de Godoy – španski politik
- Yvan Goll – francosko-nemški pesnik
- Enrique Gómez Carrillo – gvatemalski pisatelj, novinar, vojni dopisnik, kronist in diplomat
- Laurent de Gouvion Saint-Cyr – maršal Francije
- Zénobe Gramme – izumitelj
- Stéphane Grappelli – francoski jazzovski violinist
- André Grétry – belgijsko-francoski skladatelj
- Maurice Grimaud – francoski policist[5]
- Giulia Grisi – italijanska operna pevska
- Félix Guattari – francoski filozof
- Jules Guesde – francoski državnik
- Yvette Guilbert – igralka in pevka
- Joseph-Ignace Guillotin – zdravnik
- Yilmaz Güney – turško-kurdski igralec, režiser, scenarist in pisatelj

### H
- Melanie Hahnemann - francoska homeopatinja
- Samuel Hahnemann – nemški zdravnik
- Georges Haussmann – francoski inženir
- Jeanne Hébuterne – francoska umetničarka
- Sadeq Hedayat – iranski pisatelj
- Heloise – francoska opatinja
- Ticky Holgado – francoski igralec
- Jean-Nicolas Huyot – francoski arhitekt

### I
- Jean Auguste Dominique Ingres – francoski slikar
- Jean-Baptiste Isabey – francoski slikar

### J
- Claude Jade – francoska igralka
- Léon Jouhaux – francoski sindikalist

### K
- Božidar Kantušer – slovenski in ameriški skladatelj
- Allan Kardec – spiritalist
- Ahmet Kaya – kurdski pesnik
- François Christophe de Kellermann – maršal Francije
- Thomas Read Kemp – angleški državnik
- Henri Krasucki – francoski sindikalist
- Rodolphe Kreutzer – francoski violinist in skladatelj

### L
- Joseph Jérôme Lefrançois de Lalande – francoski astronom in pisatelj
- René Lalique – francoski oblikovalec stekla[2]
- Édouard Lalo – francoski skladatelj
- Theophanis Lamboukas – francoski igralec in pevec
- Francisco Largo Caballero – predsednik Španije
- Dominique Jean Larrey – francoski vojaški kirurg
- Clarence John Laughlin – ameriški fotograf
- Marie Laurencin – francoski slikar
- Charles-François Lebrun – francoski državnik
- Jean Le Page - francoski orožar
- Alexandre Ledru-Rollin – francoski politik
- Louis James Alfred Lefébure-Wély – francoski organist in skladatelj
- François Joseph Lefebvre – maršal Francije
- Ferdinand de Lesseps – francoski arhitekt
- Pierre Levegh – francoski dirkač
- Jean-François Lyotard – francoski filozof

### M
- Jacques MacDonald – maršal Francije
- William Madocks – angleški državnik
- Milosz Magin – poljski skladatelj
- Nestor Makhno – ukrajinski anarhist
- Jacques-Antoine Manuel – francoski odvetnik in državnik
- Auguste Maquet – francoski pisatelj
- Marcel Marceau – francoski umetnik
- Angelo Mariani – francoski kemik
- Célestine Marié – francoska operna pevka
- André Masséna – maršal Francije
- Georges Mélies – francoski filmar
- Émile-Justin Menier – francoski izdelovalec čokolade
- Henri Menier – francoski izdelovalec čokolade
- Antoine Brutus Menier – francoski izdelovalec čokolade
- Maurice Merleau-Ponty – francoski filozof
- Stuart Merrill – ameriški pesnik
- Charles Messier – francoski astronom
- Jules Michelet – francoski zgodovinar
- Amedeo Modigliani – italijanski kipar in slikar[2]
- Moliere – francoski dramatik
- Gustave de Molinari – belgijsko-francoski ekonomist
- Silvia Monfort – francoska komičarka
- Gaspard Monge – francoski matematik
- Yves Montand – francoski igralec[2]
- Jim Morrison – ameriški glasbenik[2]
- Jean Moulin – francoski odpornik druge svetovne vojne
- Marcel Mouloudji – francoski pevec
- Joachim Murat – maršal Francije
- Alfred de Musset – francoski pesnik, pisatelj in dramatik[4]

### N
- Félix Nadar – francoski fotograf
- Étienne de Nansouty – francoski general
- Francine Navarro – črnogorska aristokratka
- Gérard de Nerval – francoski pesnik
- Michel Ney – maršal Francije
- Alwin Nikolais - ameriški koreograf
- Anna de Noailles – francoska pesnica
- Charles Nodier – francoski pisatelj[2]
- Victor Noir – francoski novinar[2]
- Cyprian Norwid – poljski pesnik

### O
- Pascale Ogier – francoska igralka
- Virginia Oldoini – italijanska kortizana
- Max Ophüls – nemški filmski režiser
- Louis-Guillaume Otto – francoski diplomat
- Gholam Ali Oveissi – iranski general in državnik
- Andranik Toros Ozanian – armenski general in državnik

### P
- Antoine Parmentier – francoski agronom
- Alexandre Ferdinand Parseval-Deschenes – francoski admiral
- François-Auguste Parseval-Grandmaison – francoski pesnik
- Christine Pascal – francoska igralka
- Adelina Patti – špansko-francoska operna pevka
- Robert Herbert, 12th Earl of Pembroke – angleški aristokrat
- Charles Percier – francoski arhitekt
- Georges Perec – francoski pidatelj
- Casimir Pierre Périer – francoski državnik
- Michel Petrucciani – francoski pianist
- Édith Piaf – francoska pevka[2]
- Christian Pineau – francoski državnik
- Roland Piquepaille – francoski pisatelj
- Camille Pissarro – francoski slikar[2]
- Ignace Pleyel – pianist
- Elvira Popescu – romunska igralka
- Francis Poulenc – francoski skladatelj[2]
- Antoine-Augustin Préault – francoski kipar
- Marcel Proust – francoski pisatelj in kritik
- Pierre-Paul Prud'hon – francoski slikar

### R
- Mademoiselle Rachel – francoska igralka
- François-Vincent Raspail – francoski znanstvenik in državnik
- Pierre-Joseph Redouté – belgijski ilustrator
- Grace Renzi – ameriška slikarka
- Henri de Régnier – francoski pesnik
- Norbert Rillieux – ameriški inženir
- Étienne-Gaspard Robert – belgijski čarodej
- Georges Rodenbach – belgijski pesnik
- Jean Rollin - francoski režiser in pisatelj
- Jules Romains – francoski pisatelj
- Gioachino Rossini – italijanski skladatelj[2]
- Edmond James de Rothschild
- Salomon James de Rothschild
- Raymond Roussel – pisatelj
- Alphonse Royer – francoski pesnik in dramatik

### S
- Gholam-Hossein Sa'edi – iranski pisatelj in dramatik
- Consuelo de Saint Exupéry – salvadorska pisateljica
- Étienne Geoffroy Saint-Hilaire – francoski prirodoslovec
- Claude Henri de Rouvroy, comte de Saint-Simon – francoski sociolog
- Henri Salvador – francoski pevec
- Julija Samojlova – ruska aristokratinja
- Jean-Baptiste Say – francoski ekonomist
- Victor Schoelcher – francoski državnik
- Raymond Adolphe Séré de Rivieres – francoski general in vojaški inženir
- Georges-Pierre Seurat – francoski slikar
- Emmanuel-Joseph Sieyes – francoski duhovnik, filozof in državnik
- Simone Signoret – francoska igralka[2]
- William Sidney Smith – britanski admiral
- Paul Signac – francoski slikar
- Albert Soboul – francoski zgodovinar
- Eugene Spuller – francoski politik
- Serge Alexandre Stavisky – francoski finančnik
- Gertrude Stein – ameriški pisatelj[2]
- Elisabeta Aleksandrovna Stroganova – ruska aristokratinja
- Louis Gabriel Suchet – francoski maršal Francije

### T
- Eugenia Tadolini – italijanska operna pevka
- François-Joseph Talma – francoski igralec
- Pierre Alexandre Tardieu – francoski graver
- Gerda Taro – nemška vojna fotografinja
- J. R. D. Tata – indijski letalski pionir
- Tapa Tchermoeff – prvi predsednik vlade Gorske republike severnega Kavkaza
- Thomas Tellefsen – norveški pianist in skladatelj
- Ruben Ter-Minasian – armenski politik
- Adolphe Thiers – francoski zgodovinar in državnik
- Maurice Thorez – francoski komunistični politik
- Isaac Titsingh – nizozemski kirurg, diplomat in znanstvenik
- Alice B. Toklas – ameriška pisateljica[2]
- Marie Trintignant – francoska igralka
- Maurice Tourneur – francoski filmski režiser
- Rafael Leónidas Trujillo – dominikanski diktator
- Ramfis Trujillo – dominikanski general

### V
- Paul Vaillant-Couturier – francoski politični novinar
- Pierre-Henri de Valenciennes – francoski slikar
- Jules Valles – francoski pisatelj
- Louis Verneuil – francoski dramatik
- Claude Victor-Perrin – francoski maršal Francije
- Louis Visconti – francoski arhitekt
- Dominique Vivant, Baron de Denon – francoski umetnik, pisatelj, diplomat in arhaeolog

### W
- Marie Walewska – Napoleonova ljubica
- Richard Wallace – angleški umetniški zbiratelj in filantrop
- Eduard Wiiralt – estonski umetnik
- Oscar Wilde – irski pisatelj, pesnik in dramatik[2]
- Jeanette Wohl – francoski literarni urednik
- Richard Wright – ameriški pisatelj

### Z
- Achille Zavatta – francoski komik
- Félix Ziem – francoski slikar